# 논리 디스크 관리자
논리 디스크 관리자(Logical Disk Manager, LDM)는 디스크 관리자에서 할 수 있는 작업은 인접한 주 파티션끼리의 병합이나, 인접한 논리 파티션 끼리의 병합만 가능하다.
디스크 장치는 물리적 구성요소와 논리적 구성요소로 구성된다. 디스크는 논리적으로 디스크 슬라이스(Disk Slices)라는 개별적인 파티션으로 나뉘어 있다. 디스크 슬라이스(Disk Slices)는 실린더(cylinder)의 집합이며 데이터를 조직하는 기능으로 일반적으로 사용되고 있다.
디스크 넘버는 논리적인 장치 번호 (LUN)이다. 이 넘버는 target에 위치한 디스크의 수를 나타낸다.
논리적인 디스크 장치 이름은 물리적 장치 이름인 /devices 디렉토리에 심볼릭 링크되어 있다. 논리적 장치 이름은 당신이 명령어 라인에 명령어를 입력할 때 장치를 가리키는 것으로 주로 사용된다. 모든 논리적 장치 이름은 /dev 디렉토리에 있다. 논리적 장치 이름은 컨트롤러 넘버(controller number), 타겟 넘버(target number), 디스크 넘버(disk number), 슬라이스 넘버(slice number)를 포함한다.
모든 디스크 디바이스(Disk Device)는 각각 블록 디스크 디바이스(block disk devices) 와 캐릭터 디스크 디바이스(character disk devices)인 /dev/dsk 와 /dev/rdsk 디렉토리를 가지고 있다.
디렉토리 밑의 장치 파일은 모두 /dev 디렉토리 밑의 장치 파일과 일대일로 심볼릭 링크되어 있어서 시스템 관리자는 논리 장치명을 사용해도 시스템 내부적으로는 물리 장치명을 사용한 장치 파일을 사용하게 된다.

## 같이 보기
- 논리 볼륨 관리자
- 윈도우 구성 요소 목록
- Diskpart